# Мурсиано, Энрике
Энри́ке Мурсиа́но (англ. Enrique Murciano; род. 9 июля 1973, Майами, Флорида) — американский актёр кино и телевидения.

## Биография
Энрике Мурсиано родился 9 июля 1973 года в Майами в семье кубинских эмигрантов. Обучался в Christopher Columbus High School (Майами), затем в Тулейнском университете (Новый Орлеан), начал обучение в Школе права Новой Англии (Бостон), но бросил, предпочтя карьеру актёра. В 1996 году переехал в Лос-Анджелес, снимается в кино с 1997 года, на телевидении с 1999 года.
В 2006 году журнал People поместил Энрике Мурсиано на седьмое место из шестнадцати в своём ежегодном списке «Самых сексуальных ныне живущих мужчин». С 2008 по 2011 год встречался с английской моделью и актрисой Лили Коул.

## Избранная фильмография

### Кино
- 1997 — Скорость 2: Контроль над круизом / Speed 2: Cruise Control — Алехандро
- 2000 — Траффик / Traffic — агент Управления по борьбе с наркотиками (только в трейлере фильма)
- 2001 — Чёрный ястреб / Black Hawk Down — Лоренсо Руис, сержант Армии США
- 2005 — Мисс Конгениальность 2: Прекрасна и опасна / Miss Congeniality 2: Armed and Fabulous — Джефф Форман
- 2005 — Потерянный город / The Lost City — Рикардо Фейове
- 2008 — Манкора / Mancora — Иньиго
- 2016 — Призрачная красота / Collateral Beauty — Стэн
- 2017 — Очень плохие девчонки / Rough Night — детектив Руис
- 2017 — Яркость  / Bright —
- 2020 — Даже не представляешь! / The Half of It — Дикон Флорес
- 2022 — Отец невесты / Father Of The Bride — младший
- 2023 — Дьявол в деталях. Дело Миранды / Miranda's Victim — детектив Кули

### Телевидение
- 1999 — Непредсказуемая Сьюзан / англ. Suddenly Susan — Энрике (в 1 эпизоде)
- 1999 — Притворщик / The Pretender — Тони (в 1 эпизоде)
- 2001 — / англ. Spyder Games — Франсиско Торрес (в 65 эпизодах)
- 2002 — Звёздный путь: Энтерпрайз / Star Trek: Enterprise — Толарис (в 1 эпизоде)
- 2002—2009 — Без следа / Without a Trace — Дэнни Тейлор, специальный агент ФБР (в 160 эпизодах)
- 2009, 2012 — C.S.I.: Место преступления / CSI: Crime Scene Investigation — Карлос Морено, детектив (в 3 эпизодах)
- 2011 — Медиум / Medium — Луис Аменабар (в 1 эпизоде)
- 2011—2012 — Морская полиция: Спецотдел / NCIS — Рэй Крус (в 3 эпизодах)
- 2012 — Парк авеню, 666 / 666 Park Avenue — доктор Скотт Эванс (в 3 эпизодах)
- 2015—2016 — Родословная / Bloodline — Марко Диас (в 23 эпизодах)
- 2016—2017 — Хэп и Леонард / Hap and Leonard — Рауль  (в 6 эпизодах)
- 2017 — Чёрный список / The Blacklist — Джулиан Гейл (в 5 эпизодах)
- 2019—2020 — Терновый куст / Briarpatch — сенатор Джозеф Рамирес (в 5 эпизодах)
- 2023 — Ночной агент / The Night Agent — Бен Альмора (в 10 эпизодах)